# Samotna placówka
Samotna placówka – dokumentalna książka autorstwa Macieja Piekarskiego, wydana przez Wydawnictwo MON w 1989 roku, w pięćdziesiątą rocznicę wybuchu II wojny światowej.
W książce zawarte są dzieje fortu IX („Czerniaków”) z września 1939 roku. Autor przez prawie 20 lat zbierał wspomnienia ochotników walczących na prośbę prezydenta miasta, Stefana Starzyńskiego, w obronie stolicy.